# Defecțiune electrică
Într-un sistem energetic, o defecțiune sau un curent de defecțiune este orice curent electric anormal. De exemplu, un scurtcircuit este o defecțiune în care un conductor sub tensiune atinge un conductor neutru sau de pământ. O defecțiune de circuit deschis apare atunci când un circuit este întrerupt din cauza unei defecțiuni a unui conductor de curent (fază sau neutru) sau a unei siguranță fuzibile sau a unui întrerupător automat ars. În sistemele trifazate, o defecțiune poate implica una sau mai multe faze și pământ, sau poate apărea doar între faze. La o „defecțiune de împământare”, curentul trece în pământ. Curentul de scurtcircuit prospectiv al unei defecțiuni previzibile poate fi calculat în majoritatea situațiilor. În sistemele de alimentare, dispozitivele de protecție pot detecta condițiile de defecțiune și pot acționa întrerupătoarele automate și alte dispozitive pentru a limita pierderile de serviciu cauzate de o defecțiune.
Într-un sistem polifazic, o defecțiune poate afecta toate fazele în mod egal, ceea ce reprezintă o „defecțiune simetrică”. Dacă sunt afectate doar unele faze, rezultatul, o „defecțiune asimetrică”, devine mai complicat de analizat. Analiza acestor tipuri de defecțiuni este adesea simplificată prin utilizarea unor metode precum componentele simetrice.
Proiectarea sistemelor pentru detectarea și întreruperea defecțiunilor în sistemul de alimentare este obiectivul principal al protecției sistemului de alimentare.

## Defecțiune tranzitorie
O defecțiune tranzitorie este o defecțiune care nu mai este prezentă dacă alimentarea este întreruptă pentru scurt timp și apoi restabilită; sau o defecțiune de izolare care afectează temporar proprietățile dielectrice ale unui dispozitiv, care se restabilesc după o perioadă scurtă. Multe defecțiuni în liniile de înaltă tensiune sunt de natură tranzitorie. Când apare o defecțiune, echipamentele utilizate pentru protecția sistemului de alimentare funcționează pentru a izola zona afectată. O defecțiune tranzitorie se va elimina, iar linia electrică poate fi repusă în serviciu. Exemple tipice de defecțiuni tranzitorii includ:
- contact temporar cu un arbore

- contact cu o pasăre sau alt animal
- trăsnet
- coliziune între conductori

Sistemele de transmisie și distribuție utilizează o funcție de reînchidere automată, folosită în mod obișnuit pe liniile aeriene pentru a încerca restabilirea alimentării în cazul unei defecțiuni tranzitorii. Această funcționalitate este mai puțin comună în sistemele subterane, deoarece defecțiunile de acolo sunt, de obicei, de natură persistentă. Defecțiunile tranzitorii pot cauza totuși daune atât la locul defecțiunii inițiale, cât și în alte părți ale rețelei, deoarece se generează curent de defecțiune.

## Defecțiune persistentă
O defecțiune persistentă este prezentă indiferent dacă se aplică sau nu curentul. Defecțiunile în cablurile electrice subterane sunt cel mai adesea persistente din cauza deteriorării mecanice a cablului, dar uneori pot fi de natură tranzitorie din cauza trăsnetului.

## Tipuri de defecțiuni

### Defecțiune asimetrică
O defecțiune asimetrică sau dezechilibrată nu afectează fiecare fază în mod egal. Tipuri comune de defecțiuni asimetrice și cauzele lor includ:
- defecțiune fază-fază - un scurtcircuit între faze, cauzat de ionizarea aerului sau când liniile intră în contact fizic, de exemplu, din cauza unui izolator rupt. În defecțiunile liniilor de transmisie, aproximativ 5% - 10% sunt defecțiuni asimetrice fază-fază.[2]
- defecțiune fază-pământ - un scurtcircuit între o fază și pământ, foarte des cauzat de contact fizic, de exemplu, din cauza fulgerului sau a altor daune provocate de furtuni. În defecțiunile liniilor de transmisie, aproximativ 65% - 70% sunt defecțiuni asimetrice fază-pământ.[2]
- defecțiune dublă fază-pământ - două faze intră în contact cu pământul (și între ele), de obicei din cauza daunelor provocate de furtuni. În defecțiunile liniilor de transmisie, aproximativ 15% - 20% sunt defecțiuni asimetrice duble fază-pământ.[2]

### Defecțiune simetrică
O defecțiune simetrică sau echilibrată afectează fiecare fază în mod egal. În defecțiunile liniilor de transmisie, aproximativ 5% sunt simetrice. Aceste defecțiuni sunt rare comparativ cu defecțiunile asimetrice. Două tipuri de defecțiuni simetrice sunt fază-fază-fază (F-F-F) și fază-fază-fază-pământ (F-F-F-P). Defecțiunile simetrice reprezintă 2 până la 5% din toate defecțiunile sistemului. Cu toate acestea, ele pot cauza daune foarte grave echipamentelor, chiar dacă sistemul rămâne echilibrat.

## Defecțiune fixată
Un caz extrem este acela când defecțiunea are o impedanță zero, oferind astfel curentul maxim prospectiv de scurtcircuit. Noțional, toți conductorii sunt considerați conectați la pământ ca și cum ar fi printr-un conductor metalic; aceasta se numește „defecțiune fixată”. Ar fi neobișnuit într-un sistem de alimentare bine proiectat să existe un scurtcircuit metalic la pământ, dar astfel de defecțiuni pot apărea accidental. Într-un tip de protecție a liniei de transmisie, o „defecțiune fixată” este introdusă deliberat pentru a accelera funcționarea dispozitivelor de protecție.

## Defecțiune de împământare
O defecțiune de împământare este orice defecțiune care permite conectarea neintenționată a conductorilor circuitului de putere la pământ. Astfel de defecțiuni pot cauza curenți circulați neplăcuți sau pot energiza carcasele echipamentelor la o tensiune periculoasă. Unele sisteme speciale de distribuție a energiei electrice pot fi proiectate să tolereze o singură defecțiune de împământare și să continue să funcționeze. Codurile de cablare pot necesita un dispozitiv de monitorizare a izolației pentru a emite o alarmă în astfel de cazuri, astfel încât cauza defecțiunii de împământare să poată fi identificată și remediată. Dacă se dezvoltă o a doua defecțiune de împământare într-un astfel de sistem, aceasta poate duce la supracurent sau la defectarea componentelor. Chiar și în sistemele care sunt în mod normal conectate la pământ pentru a limita supratensiunile, unele aplicații necesită un întrerupător de curent de defecțiune de împământare sau un dispozitiv similar pentru a detecta defecțiunile de împământare.

## Defecțiuni realiste
În mod realist, rezistența într-o defecțiune poate varia de la aproape zero până la valori destul de mari în raport cu rezistența de sarcină. O cantitate mare de putere poate fi consumată în defecțiune, comparativ cu cazul cu impedanță zero, unde puterea este zero. De asemenea, arcurile electrice sunt foarte neliniare, așa că o simplă rezistență nu este un model adecvat. Toate cazurile posibile trebuie luate în considerare pentru o analiză corectă.

## Defecțiune de arc
Atunci când tensiunea sistemului este suficient de mare, se poate forma un arc electric între conductorii sistemului de alimentare și pământ. Un astfel de arc poate avea o impedanță relativ mare (comparativ cu nivelurile normale de operare ale sistemului) și poate fi dificil de detectat prin simpla protecție de supracurent. De exemplu, un arc de câteva sute de amperi pe un circuit care transportă în mod normal o mie de amperi s-ar putea să nu declanșeze întreruptoarele de circuit de supracurent, dar poate provoca daune considerabile la barele de distribuție sau cabluri înainte de a deveni un scurtcircuit complet. Sistemele de alimentare utilitare, industriale și comerciale au dispozitive de protecție suplimentare pentru a detecta curenți relativ mici, dar nedoriți, care scapă la pământ. În instalațiile electrice rezidențiale, reglementările electrice pot necesita acum întrerupătoare de circuit cu arc pentru circuitele de cablare a clădirilor, pentru a detecta arcurile mici înainte ca acestea să provoace daune sau incendii. De exemplu, aceste măsuri sunt luate în locații cu apă curentă.

## Analiză
Defecțiunile simetrice pot fi analizate prin aceleași metode ca orice alt fenomen din sistemele de alimentare, iar în prezent există multe instrumente software care facilitează acest tip de analiză în mod automat (vezi studiul fluxului de putere). Totuși, există o altă metodă care este la fel de precisă și, de obicei, mai instructivă.
Mai întâi, se fac unele ipoteze simplificatoare. Se presupune că toate generatoarele electrice din sistem sunt în fază și funcționează la tensiunea nominală a sistemului. Motoarele electrice pot fi, de asemenea, considerate generatoare, deoarece atunci când apare o defecțiune, ele de obicei furnizează mai multă energie decât consumă. Tensiunile și curenții sunt apoi calculați pentru acest caz de bază.
Apoi, se consideră că locația defecțiunii este alimentată cu o sursă de tensiune negativă, egală cu tensiunea din acel punct în cazul de bază, în timp ce toate celelalte surse sunt setate la zero. Această metodă se bazează pe principiul superpoziției.
Pentru a obține un rezultat mai precis, aceste calcule ar trebui efectuate separat pentru trei intervale de timp distincte:
1. Subtranzitoriu - acesta este primul și este asociat cu cei mai mari curenți.
2. Tranzitoriu - vine între subtranzitoriu și staționar.
3. Staționar - apare după ce toate tranzitorii au avut timp să se stabilească.

O defecțiune asimetrică încalcă ipotezele fundamentale utilizate în analiza puterii trifazate, și anume că sarcina este echilibrată pe toate cele trei faze. Prin urmare, este imposibil să se utilizeze direct instrumente precum diagrama uniliniară, unde se ia în considerare doar o fază. Cu toate acestea, datorită liniarității sistemelor de putere, este obișnuit să se considere tensiunile și curenții rezultați ca o superpoziție a componentelor simetrice, cărora li se poate aplica analiza trifazată.
În metoda componentelor simetrice, sistemul de putere este văzut ca o superpoziție a trei componente:
- o componentă de secvență pozitivă, în care fazele sunt în aceeași ordine ca în sistemul original, adică a-b-c
- o componentă cu secvență negativă, în care fazele sunt în ordinea opusă sistemului original, adică a-c-b
- o componentă cu secvență zero, care nu este un sistem trifazat adevărat, ci toate cele trei faze sunt în fază una cu cealaltă.

Pentru a determina curenții rezultați dintr-o defecțiune asimetrică, trebuie mai întâi să se cunoască impedanțele per unitate pentru secvențele zero, pozitivă și negativă ale liniilor de transmisie, generatoarelor și transformatoarelor implicate. Apoi, se construiesc trei circuite separate utilizând aceste impedanțe. Circuitele individuale sunt apoi conectate într-o anumită configurație care depinde de tipul de defecțiune studiat (aceasta poate fi găsită în majoritatea manualelor de sisteme de putere). Odată ce circuitele de secvență sunt conectate corect, rețeaua poate fi analizată utilizând tehnici clasice de analiză a circuitelor. Soluția rezultă în tensiuni și curenți care există ca componente simetrice; acestea trebuie transformate înapoi în valori de fază utilizând matricea A.
Analiza curentului de scurtcircuit prospectiv este necesară pentru selectarea dispozitivelor de protecție, cum ar fi siguranțele fuzibile și întrerupătoarele automate. Dacă un circuit trebuie să fie protejat corespunzător, curentul de defecțiune trebuie să fie suficient de mare pentru a opera dispozitivul de protecție într-un timp cât mai scurt posibil; de asemenea, dispozitivul de protecție trebuie să fie capabil să reziste la curentul de defecțiune și să stingă orice arc rezultat fără ca el însuși să fie distrus sau să susțină arcul pentru o perioadă semnificativă de timp.
Magnitudinea curenților de defecțiune variază foarte mult în funcție de tipul de sistem de împământare utilizat, de tipul de alimentare al instalației și de sistemul de împământare, precum și de proximitatea față de sursa de alimentare. De exemplu, pentru o alimentare domestică din Marea Britanie de 230 V, 60 A TN-S sau din SUA de 120 V/240 V, curenții de defecțiune pot fi câteva mii de amperi. Rețelele mari de joasă tensiune cu multiple surse pot avea niveluri de defecțiune de 300.000 de amperi. Un sistem cu împământare de înaltă rezistență poate restricționa curentul de defecțiune între linie și pământ la doar 5 amperi. Înainte de a selecta dispozitivele de protecție, curentul de defecțiune prospectiv trebuie măsurat fiabil la originea instalației și la cel mai îndepărtat punct al fiecărui circuit, iar aceste informații trebuie aplicate corect în utilizarea circuitelor.

## Detectarea și localizarea defecțiunilor
Liniile electroenergetice aeriene sunt cele mai ușor de diagnosticat, deoarece problema este de obicei evidentă; de exemplu, un copac a căzut peste linie sau un stâlp de utilitate este rupt, iar conductorii sunt întinși pe pământ.
Localizarea defecțiunilor într-un sistem de cabluri se poate face fie cu circuitul dezactivat, fie, în unele cazuri, cu circuitul sub tensiune. Tehnicile de localizare a defecțiunilor pot fi împărțite în metode terminale, care utilizează tensiuni și curenți măsurați la capetele cablului, și metode de urmărire, care necesită inspecție pe lungimea cablului. Metodele terminale pot fi folosite pentru a localiza zona generală a defecțiunii, accelerând astfel urmărirea pe un cablu lung sau îngropat.
În sistemele de cablare foarte simple, locația defecțiunii este adesea determinată prin inspecția firelor. În sistemele de cablare complexe (de exemplu, cablajul aeronavelor), unde firele pot fi ascunse, defecțiunile de cablare sunt localizate cu ajutorul unui reflectometru în domeniul timpului. Reflectometrul în domeniul timpului trimite un impuls pe fir și analizează apoi impulsul reflectat pentru a identifica defecțiunile din cablu.
În cablurile telegrafice submarine istorice, se utilizau galvanometre sensibile pentru a măsura curenții de defecțiune; prin testarea la ambele capete ale unui cablu defect, locația defecțiunii putea fi izolată la câțiva kilometri distanță, ceea ce permitea recuperarea și repararea cablului. Bucla Murray și bucla Varley erau două tipuri de conexiuni folosite pentru localizarea defecțiunilor în cabluri.
Uneori, o defecțiune de izolare într-un cablu de alimentare nu se manifestă la tensiuni mai mici. Un set de testare denumit „thumper” aplică un impuls de înaltă energie și înaltă tensiune cablului. Localizarea defecțiunii se face prin ascultarea sunetului descărcării de la defecțiune. Deși acest test contribuie la deteriorarea cablului, este practic, deoarece locația defecțiunii ar trebui să fie reizolată oricum.
Într-un sistem de distribuție cu împământare cu rezistență mare, un feeder poate dezvolta o defecțiune de împământare, dar sistemul continuă să funcționeze. Feeder-ul defect, dar energizat, poate fi găsit cu un transformator de curent de tip inel care colectează toate firele de fază ale circuitului; numai circuitul care conține o defecțiune la pământ va arăta un curent net dezechilibrat. Pentru a face curentul de defecțiune la pământ mai ușor de detectat, rezistorul de împământare al sistemului poate fi comutat între două valori, astfel încât curentul de defecțiune să pulseze.

## Baterii
Curentul de scurtcircuit prospectiv al bateriilor mai mari, cum ar fi bateriile cu ciclu profund utilizate în sistemele de alimentare autonome, este adesea specificat de producător.
În Australia, atunci când această informație nu este furnizată, curentul de scurtcircuit prospectiv în amperi „ar trebui considerat a fi de 6 ori capacitatea nominală a bateriei la rata C120 A·h,” conform AS 4086 partea 2 (Anexa H).